# Испанско-сальвадорские отношения
Испанско-сальвадорские отношения — двусторонние дипломатические отношения между Испанией и Сальвадором.

## История
В 1524 году испанский исследователь и конкистадор Педро де Альварадо стал во главе военной кампании против индейского народа пипили, коренных жителей Кускатлана. К 1528 году испанские войска одержали победу над пипили и установили контроль над территорией Кускатлана, которой было присвоено название Сальвадор. После завоевания эта территория стала частью Испанской империи в составе Вице-королевства Новая Испания со столицей в Мехико, а административное управление Сальвадором размещалось в городе Гватемале. Во времена Испанской империей территория Сальвадора стала сельскохозяйственным центром генерал-капитанства Гватемалы, выращивались какао-бобы, кофейные зёрна и индигофера красильная.
В ноябре 1811 года лидеры движения за независимость Сальвадора, католический священник Хосе Матиас Дельгадо и его племянник Мануэль Хосе Арсе обратились к властям Испании с призывом предоставить колонии независимость. Испанские власти ответили отказом и на территории Сальвадора произошло несколько восстаний. В 1821 году требование сальвадорцев о независимости получило одобрение в Гватемале, но Сальвадор при этом выступил против того, чтобы его территория стала частью Первой Мексиканской империи при императоре Агустине I. В 1823 году Сальвадор изъявлял желание присоединиться к Соединённым Штатам Америки, но Первая Мексиканская империя прекратила своё существование, что внесло коррективы в политическую жизнь региона. Центральноамериканские государства Сальвадор, Гватемала, Гондурас, Коста-Рика и Никарагуа приняли решение организовать Соединённые провинции Центральной Америки, которые распались в 1839 году.
24 июня 1865 года Сальвадор и Испания установили дипломатические отношения и подписали Договор о мире и дружбе. С момента установления дипломатических отношений контакты между двумя странами носили ограниченный характер. В 1936 году Сальвадор находился под руководством генерала Максимилиано Эрнандеса Мартинеса, который признал правительство испанского генерала Франсиско Франко. В 1977 году испанский король Хуан Карлос I совершил официальный визит в Сальвадор.
C 1979 по 1992 год в Сальвадоре бушевала гражданская война, а Испания играла активную посредническую роль для мирного решения конфликта между правительством и Фронтом национального освобождения имени Фарабундо Марти (ФНОФМ). В ноябре 1989 года пять испанских священников были убиты сальвадорскими солдатами в Центральноамериканском университете. В 1992 году представители правительства Сальвадора и ФНОФМ подписали Чапультепекские мирные соглашения в Мехико при участии членов испанского правительства.
В 2007 году король Испании Хуан Карлос I совершил второй официальный визит в Сальвадор. В 2008 году Хуан Карлос I в сопровождении председателя правительства Испании Хосе Луиса Родригеса Сапатеро прибыл в Сан-Сальвадор для участия в Иберо-американском саммите. В 2010 году испанская авиакомпания Iberia запустила прямые рейсы из Мадрида в Сан-Сальвадор.

## Торговля
В 2016 году объём товарооборота между странами составил сумму 154 млн. долларов США. Испания является одиннадцатым крупнейшим торговым партнером Сальвадора в мире и шестым крупнейшим иностранным инвестором в экономику этой страны. В Сальвадоре представлены испанские транснациональные компании, такие как Mapfre, Telefónica и Zara.

## Дипломатические представительства
- Испания имеет посольство в Сан-Сальвадоре[10].
- У Сальвадора имеется посольство в Мадриде и генеральное консульство в Барселоне[11].